# Neuillé-Pont-Pierre
Neuillé-Pont-Pierre je naselje in občina v osrednjem francoskem departmaju Indre-et-Loire regije Center. Leta 2009 je naselje imelo 1.966 prebivalcev.

## Geografija
Kraj leži v pokrajini Touraine 22 km severozahodno od središča Toursa.

## Uprava
Neuillé-Pont-Pierre je sedež istoimenskega kantona, v katerega so poleg njegove vključene še občine Beaumont-la-Ronce, Cerelles, Charentilly, Pernay, Rouziers-de-Touraine, Saint-Antoine-du-Rocher, Saint-Roch, Semblançay in Sonzay s 13.353 prebivalci.
Kanton Neuillé-Pont-Pierre je sestavni del okrožja Tours.

## Zanimivosti
- dolmen Marcilly,
- cerkev sv. Petra,
- jezero Étang de la Rainière.